# Champagne-Vigny
Champagne-Vigny är en kommun i departementet Charente i regionen Nouvelle-Aquitaine i västra Frankrike. Kommunen ligger  i kantonen Blanzac-Porcheresse som ligger i arrondissementet Angoulême. År 2022 hade Champagne-Vigny 235 invånare.

## Befolkningsutveckling
Antalet invånare i kommunen Champagne-Vigny
Referens:INSEE